# Светлое Озеро (Нурлатский район)
Светлое Озеро — деревня в Нурлатском районе Татарстана.

## География
Расположена на берегу реки Кондурча, в 10 км от города Нурлат.

## История
Основана в 1921 году переселенцами из соседнего села Ново-Иглайкино.

## Население
Население на 2010 г. — 340 человек, подавляющей частью пенсионного возраста. Есть и молодые люди которые ведут предпринимательскую деятельность в деревне, например открыли КФХ, сделали себе автомастерские. В деревне намечается более 4 КФХ.

## Инфраструктура
Деревня входит в состав совхоз «Рассвет».